# Pratibha Pátilová
Pratibha Dévísinh Pátil (maráthsky प्रतिभा देवीसिंह पाटिल; * 19. prosince 1934) je bývalá prezidentka Indie, vůbec první žena v této funkci. Prezidentkou se oficiálně stala 25. července 2007. Zvolena byla ve volbách 19. července toho roku, přičemž svého rivala porazila o více než 300 000 hlasů. Jejím předchůdcem byl Abdul Kalám. Prezidentkou byla do 25. července 2012, kdy ji vystřídal Pranab Mukherdží.